# كورتيس مارشال
كورتيس مارشال (بالإنجليزية: Kurtis Marschall)‏ هو منافس ألعاب قوى أسترالي، ولد في 25 أبريل 1997 في City of Adelaide ‏ في أستراليا.

## وصلات خارجية
- كورتيس مارشال على موقع الاتحاد الدولي لألعاب القوى (الإنجليزية)
- كورتيس مارشال على موقع النتائج التاريخية لألعاب القوى الأسترالية (الإنجليزية)
- كورتيس مارشال على موقع الدوري الماسي (الإنجليزية)
- كورتيس مارشال على موقع اللجنة الأولمبية الدولية (الإنجليزية)
- كورتيس مارشال على موقع أوليمبيديا (الإنجليزية)
- كورتيس مارشال على موقع اللجنة الأولمبية الأسترالية (الإنجليزية)